# 디모인 메나스
디모인 메나스는 미국 아이오와주 디모인을 연고지로 하는 아마추어 축구팀이다. 현재 USL 리그 2에 참가하고 있으며 2005년에는 우승도 차지하였다.

## 선수 명단

### 현역
참고: FIFA 자격 규정에 따라 소속된 국가대표팀 국기를 표시합니다. 선수는 복수의 FIFA 비회원국 국적을 가지고 있을 수 있습니다.
| 번호 | 포지션 | 국적 | 이름                |
| ---- | ------ | ---- | ------------------- |
| 11   | MF     |      | 요시야 오카와       |
| 20   | DF     | 괌   | 에이제이 데라가르자 |

| 번호 | 포지션 | 국적 | 이름 |
| ---- | ------ | ---- | ---- |